# وزغ وودهاوس
وزغ وودهاوس (نام علمی: Bufo woodhousii) نام یک گونه از سرده وزغ است.